# Аликейхалы
Аликейхалы (азерб. Alıkeyxalı) — село, в пределах Солтанлинской административно-территориальной единицы Джебраильского района Азербайджана, на предгорье, в 17 км к югу от города Джебраил.

## Топонимика
Согласно местному преданию, село было основано человеком по имени Алы, который был сыном жившего в XVI веке Джебраила. Таким образом, село носит имя своего основателя и означает «село, принадлежащее юзбаши Алы».

## История
Село было основано в местности, известном в прошлом как Бейдили.
В годы Российской империи село Али-Кевхалу входило в состав Джебраильского уезда Елизаветпольской губернии.
В советские годы село входило в состав Джебраильского района Азербайджанской ССР. В результате Первой карабахской войны в августе 1993 года перешло под контроль непризнанной Нагорно-Карабахской Республики.
19 октября 2020 года президент Азербайджана Ильхам Алиев объявил об «освобождении азербайджанской армией» села Аликейхалы.

## Население
По данным «Свода статистических данных о населении Закавказского края, извлеченных из посемейных списков 1886 года» в селе Али-Кевхалу Ковшутлинского сельского округа Джебраильского уезда был 41 дым и проживало 223 азербайджанца (указаны как «татары»), которые были суннитами по вероисповеданию и крестьянами.
По данным «Кавказского календаря» на 1912 год в селе Аликевхалу Карягинского уезда проживало 244 человека, в основном азербайджанцы, указанные как «татары».
По данным издания «Административное деление АССР», подготовленного в 1933 году Управлением народно-хозяйственного учёта Азербайджанской ССР (АзНХУ), по состоянию на 1 января 1933 года в селе Алыкейхалы, входившем в состав Солтанлинского сельсовета Джебраильского района Азербайджанской ССР, было 50 хозяйств и проживало 194 жителей. 94,9 % населения сельсовета составляли азербайджанцы (в источнике — «тюрки»).